# Илиас Хадад
Елиас Хадад (на нидерландски: Ilias Haddad) е марокански футболист, може да играе на постовете централен защитник или дефанзивен халф, който от 2012 година е състезател на българския ПФК ЦСКА (София).
Хадад притежава както мароканска, така и холандска националност.

## Кратка биография
Младият Хадад израства в детско юношеската школа на В. В. Марвестен, но по-късно играе и за „Фейенорд“ и „Екселсиор“, където подписва и първият си професионален договор, преди да се премине в гранда АЗ Алкмар през 2009 година. Малко по-късно през годината е преотстъпен на първодивизионния Телестар където играе под наем до 2011 година.
Хадад подписва през 2011 година с отбора от Шотландска премиър лига ФК Сейнт Мирън на 19 август 2011 г. На 29 декември 2011 г. е обявено от ръководството на клуба, че договора на Хадад няма да бъде подновен и той напуска клуба като свободен агент.
Пристига в България през януари 2012 година на проби в ЦСКА (София), но първоначално не е одобрен и се завръща в Холандия. През февруари е повикан отново в София, като подписва договор с клуба за срок от две години.
Въпреки че е роден в Мароко, Хадад е бил викан на лагери с Националните отбори на Холандия U18 и U19.